# Festivali i Këngës 2019
A 2019-es Festivali i Këngës (vagy 58. Festivali i Këngës) egy albán zenei verseny volt, amelynek keretén belül a zsűri kiválasztotta, hogy ki képviselje Albániát a 2020-as Eurovíziós Dalfesztiválon. A Festivali i Këngës versenyek sorában a 2019-es volt a tizenhetedik, amely egyúttal eurovíziós nemzeti döntő is.
Az élő műsorsorozatba ezúttal húsz dal versenyzett az Eurovíziós Dalfesztiválra való kijutásért. A sorozat ismét háromfordulós volt; 2019. december 19-én és december 20-án a két elődöntőt, december 22-én pedig a döntőt rendeztek meg, amelyeken a döntés kizárólag a szakmai zsűri kezében volt.
A verseny győztese Arilena Ara lett, aki Shaj (magyarul: Kiáltás) című dalával képviseli az országot.

## Helyszín
Immáron ötvennyolcadjára Tirana volt a rendező, valamint harmincadjára adott otthont a Kongresszusi Palota a versenynek. A 2018-ban ugyanitt megrendezett zenei vetélkedést Jonida Maliqi nyerte Ktheju tokës című dalával. Az énekesnő végül a 17. helyen végzett Tel-Avivban.
| Albánia Tirana |

## Műsorvezető
A verseny házigazdája Alketa Vejsiu volt, aki először látta el ezt a feladatot. Ez volt a hetedik alkalom, hogy a műsornak csak egy házigazdája volt. Legutóbb a 2017-es versenyen volt utoljára egyedüli műsorvezető.

## Zsűri
- Christer Björkman
- Dimitris Kontopoulos
- Felix Bergsson
- Mikaela Minga
- Rita Petro

## Résztvevők
Az RTSH 2019. október 24-én délután jelentette be az élő műsorba jutottak névsorát. A résztvevők dalainak címét december 8-án közölte az albán műsorsugárzó, míg a versenydalokat egy nappal később mutatták be.
| Előadó              | Dal                    | Nyelv        | Szerző(k)                                        |
| ------------------- | ---------------------- | ------------ | ------------------------------------------------ |
| Albërie Hadërgjonaj | Ku ta gjej dikë ta dua | albán        | Adrian Hila, Timo Flloko                         |
| Aldo Bardhi         | Melodi                 | albán, angol | Aldo Bardhi, Antoni Polimeni, Richy Sebastian    |
| Arilena Ara         | Shaj                   | albán        | Darko Dimitrov, Lazar Cvetkovski, Lindon Berisha |
| Bojken Lako         | Malaseen               | albán        | Bojken Lako                                      |
| Devis Xherahu       | Bisedoj me serenatën   | albán        | Devis Xherahu, Jorgo Papingji                    |
| Eli Fara & Stresi   | Bohemé                 | albán        | Eli Fara, Rozana Radi                            |
| Elvana Gjata        | Me tana                | albán        | Elvana Gjata                                     |
| Era Rusi            | Eja Merre              | albán        | Darko Dimitrov                                   |
| Gena                | Shqiponja e lirë       | albán        | Endrit Mumajesi, Gena                            |
| Kamela Islamaj      | Më ngjyros             | albán        | Kamela Islamaj, Megi Hasani                      |
| Kanita              | Ankth                  | albán        | Boban Apostolov, Lindon Berisha                  |
| Kastro Zizo         | Asaj                   | albán        | Gramoz Kozeli, Kleviz Bega                       |
| Nadia & Genc Tukiçi | Ju flet Tirana         | albán        | Agim Xheka, Genc Tukiçi                          |
| Olta Boka           | Botë për dy            | albán        | Florent Boshnjaku, Genc Salihu                   |
| Renis Gjoka         | Loja                   | albán        | Ilir Krasniqi, Renis Gjoka                       |
| Robert Berisha      | Ajo nuk është unë      | albán        | Filloreta Raçi                                   |
| Sara Bajraktari     | Ajër                   | albán        | Adrian Hila                                      |
| Tiri Gjoci          | Me gotën bosh          | albán        | Everest Ndreca, Pandi Laço                       |
| Valon Shehu         | Kutia e Pandorës       | albán        | Elvis Preni, Eugent Bushpepa                     |
| Wendi Mancaku       | Ende                   | albán        | Endrit Mumajesi, Wendi Mancak                    |

## Első elődöntő
Az első elődöntőt december 19-én rendezte az RTSH tíz előadó részvételével Tiranában, a Kongresszusi Palotában. A végeredményt a zsűri szavazatai alakították ki, összesen öt előadó jutott tovább a december 22-én rendezendő döntőbe. Az estét Jonida Maliqi nyitotta Ktheju tokës című dalával. Az est folyamán extra produkciót adott elő Mahmood, a 2019-es Eurovíziós Dalfesztivál második helyezettje.
| #  | Előadó              | Dal                    | Eredmény     |
| -- | ------------------- | ---------------------- | ------------ |
| 01 | Bojken Lako         | Malaseen               | Továbbjutott |
| 02 | Kanita              | Ankth                  | Kiesett      |
| 03 | Devis Xherahu       | Bisedoj me serenatën   | Kiesett      |
| 04 | Aldo Bardhi         | Melodi                 | Kiesett      |
| 05 | Kamela Islamaj      | Më ngjyros             | Továbbjutott |
| 06 | Nadia & Genc Tukiçi | Ju flet Tirana         | Kiesett      |
| 07 | Sara Bajraktari     | Ajër                   | Továbbjutott |
| 08 | Elvana Gjata        | Me tana                | Továbbjutott |
| 09 | Renisi Gjoka        | Loja                   | Kiesett      |
| 10 | Albërie Hadërgjonaj | Ku ta gjej dikë ta dua | Továbbjutott |

## Második elődöntő
A második elődöntőt december 20-án rendezte az RTSH tíz előadó részvételével Tiranában, a Kongresszusi Palotában. A végeredményt a zsűri szavazatai alakították ki, összesen hét előadó jutott tovább a december 22-én rendezendő döntőbe. Az est folyamán extra produkciót adott elő Agim Krajka és Lindita Theodhor.
| #  | Előadó            | Dal               | Eredmény     |
| -- | ----------------- | ----------------- | ------------ |
| 01 | Robert Berisha    | Ajo nuk është unë | Továbbjutott |
| 02 | Wendi Mancaku     | Ende              | Kiesett      |
| 03 | Kastro Zizo       | Asaj              | Kiesett      |
| 04 | Tiri Gjoci        | Me gotën bosh     | Továbbjutott |
| 05 | Era Rusi          | Eja merre         | Továbbjutott |
| 06 | Olta Boka         | Botë për dy       | Továbbjutott |
| 07 | Valon Shehu       | Kutia e Pandorës  | Továbbjutott |
| 08 | Arilena Ara       | Shaj              | Továbbjutott |
| 09 | Eli Fara & Stresi | Bohemé            | Kiesett      |
| 10 | Gena              | Shqiponja e lirë  | Továbbjutott |

## Döntő
A döntőt december 22-én rendezi az RTSH tizenkettő előadó részvételével Tiranában, a Kongresszusi Palotában. A végeredményt a zsűri szavazatai alakítják ki. Az est folyamán extra produkciót adott elő Eleni Foureira, a 2018-as Eurovíziós Dalfesztivál második helyezettje és az olasz X Factor első évadának második helyezettje, Giusy Ferreri.
| #  | Előadó              | Dal                    | Eredmény |
| -- | ------------------- | ---------------------- | -------- |
| 01 | Valon Shehu         | Kutia e Pandorës       | 9.       |
| 02 | Sara Bajraktari     | Ajër                   | 3.       |
| 03 | Robert Berisha      | Ajo nuk është unë      | 11.      |
| 04 | Tiri Gjoci          | Me gotën bosh          | 8.       |
| 05 | Bojken Lako         | Malaseen               | 4.       |
| 06 | Arilena Ara         | Shaj                   | 1.       |
| 07 | Gena                | Shqiponja e lirë       | 10.      |
| 08 | Kamela Islamaj      | Më ngjyros             | 6.       |
| 09 | Albërie Hadërgjonaj | Ku ta gjej dikë ta dua | 7.       |
| 10 | Elvana Gjata        | Me tana                | 2.       |
| 11 | Olta Boka           | Botë për dy            | 12.      |
| 12 | Era Rusi            | Eja merre              | 5.       |

## Az Eurovíziós Dalfesztiválon
Albániának 2020-ban is részt kell vennie az elődöntőben. 2020. január 28-án osztották fel a résztvevő országokat az elődöntőkbe, az albán előadó a második elődöntő második felében léphet a színpadra.